# Wspólnota administracyjna Hemsbach
Wspólnota administracyjna Hemsbach – wspólnota administracyjna w Niemczech, w kraju związkowym Badenia-Wirtembergia, w rejencji Karlsruhe, w regionie Rhein-Neckar, w powiecie Rhein-Neckar-Kreis. Siedziba wspólnoty znajduje się w mieście Hemsbach, przewodniczącym jej jest Volker Pauli.
Wspólnota administracyjna zrzesza jedno miasto i jedną gminę wiejską:
- Hemsbach, miasto, 12 290 mieszkańców, 12,86 km²
- Laudenbach, 6051 mieszkańców, 10,29 km²